# بازه حور
بازه حور ، روستایی از توابع بخش احمدآباد شهرستان مشهد در استان خراسان رضوی ایران است.

## پیشینه
بزدغور یکی از شهرهای ولایت توس به‌شمار آمده و در کتب تاریخی از آن یاد شده‌است.
اصطخری در نیمه اول قرن چهارم می‌نویسد: 
«اگر طوس را در شمار نیشابور گیریم شهرهای طوس عبارتست از
 رادکان، تابران ، بزدغور، نوقان

## جمعیت
این روستا در دهستان پیوه ژن قرار دارد و براساس سرشماری مرکز آمار ایران در سال ۱۳۸۵، جمعیت آن ۱٬۳۵۸ نفر (۴۱۵خانوار) بوده‌است.